# Na Virada do Milênio
Na Virada do Milênio é o quinto álbum de estúdio do cantor Brother Simion, lançado em 2000 com produção musical de Amaury Fontenele.
Primeiro disco do cantor após sair do Katsbarnea, foi distribuído pela gravadora MID Produções em bancas de jornal do Brasil juntamente com uma revista que continha sua história, fotos exclusivas e um pôster. O estilo do trabalho foi marcado por elementos de techno mesclados ao rock alternativo que, segundo Simion, "tinha a intenção de alcançar o meio secular com o propósito máximo de evangelizar".
O disco contém a participação do cantor PG em "Onde Encontrar", do vocalista Fernando Catatau, do Cidadão Instigado, na guitarra e do ex-baterista das bandas Camisa de Vênus e Gloria, Denis Mendes. A música de trabalho do disco foi a canção "Sede", uma balada dentre poucas faixas da obra que traz o som do violão e que fora divulgada desde 1999 em shows do cantor, mais tarde regravada no álbum Gênesis For New Generation (2007).
O álbum recebeu avaliações favoráveis da mídia especializada e ficou marcado como o trabalho mais experimental de toda a carreira do cantor. Na Virada do Milênio foi eleito o 12º melhor disco da década de 2000, de acordo com lista publicada pelo Super Gospel.

## Faixas
Todas as faixas escritas e compostas por Brother Simion, exceto onde anotado. 
| N.º            | Título                            | Compositor(es)                | Duração |  |
| 1.             | "Na Virada do Milênio" (prelúdio) |                               | 0:54    |  |
| 2.             | "Onde Encontrar?"                 |                               | 3:15    |  |
| 3.             | "É Preciso Mais"                  |                               | 4:17    |  |
| 4.             | "A Marca"                         | Brother Simion e E. Hernandes | 3:08    |  |
| 5.             | "Sede"                            | Brother Simion e E. Hernandes | 4:33    |  |
| 6.             | "Choque de Poder"                 | Brother Simion e E. Hernandes | 3:53    |  |
| 7.             | "Uai! Why?"                       |                               | 3:21    |  |
| 8.             | "01001011"                        |                               | 0:47    |  |
| 9.             | "Help"                            | Brother Simion e E. Hernandes | 4:12    |  |
| 10.            | "Profecia"                        |                               | 3:38    |  |
| 11.            | "Caos"                            |                               | 3:26    |  |
| 12.            | Sem título                        |                               | 0:42    |  |
| 13.            | "Restauração"                     | Brother Simion e E. Hernandes | 4:10    |  |
| Duração total: | Duração total:                    | Duração total:                | 40:19   |  |

## Ficha técnica
| Críticas profissionais | Críticas profissionais |
| Avaliações da crítica  | Avaliações da crítica  |
| Fonte                  | Avaliação              |
| ---------------------- | ---------------------- |
| O Propagador           | [ 4 ]                  |
| Super Gospel           | [ 1 ]                  |

Banda
- Brother Simion - vocais, guitarra, violão e harmônica
- Amaury Fontenele - produção musical, arranjos e programação, engenharia de som e mixagem
- Jadão Junqueira - baixo, vocais
- Ciça Wurfel - teclado, vocal, direção artística
- Fernando Catatau - guitarra
- Denis Mendes - bateria
- PG - vocal em "Onde Encontrar"

Projeto gráfico
- Vision Brasil Comunicação/Elthon Remko - design gráfico
- Morgade - fotos
- Andrea Stupelo - produtora de moda
- Junior - cabelos e maquiagem